# 配女星
配女星（小行星序號：79 Eurynome）是一個相當大且明亮，由矽酸鹽岩石組成的主帶小行星。它是J.C.沃森於1863年9月14日發現的。這是他發現的第一顆小行星，並以希臘神話的女神歐律諾墨命名。它圍繞著太陽運行，週期為3.82年，自轉週期為6小時。這是一個提議中的小行星族配女星族的成員：至少有43個成員，包括(477) 義大利和(917) 萊卡。

## 外部連結
- 配女星 at AstDyS-2, Asteroids—Dynamic Site
  - Ephemeris · Observation prediction · Orbital info · Proper elements · Observational info
- NASA JPL小天體瀏覽器上的配女星